# Larrousse LH94
La Larrousse LH94  è una monoposto di Formula 1, costruita dalla scuderia francese Larrousse per partecipare al campionato mondiale di Formula 1 1994.

## Contesto

### Difficoltà economiche e passaggio ai motori Ford
Nonostante le varie vicissitudini che hanno caratterizzato la storia del team negli anni precedenti, unite alle sempre più pesanti difficoltà di natura economica presenti da ormai 3 stagioni, il patron Gérard Larrousse non demorde e decide di iscrivere comunque la Larrousse per il campionato 1994.
Per rientrare però nei costi per la costruzione della nuova LH94, la compagine transalpina abbandona la fornitura dei V12 Lamborghini (che quindi lascia la Formula 1 dopo cinque stagioni) per passare ai più economici ma meno potenti Ford HB, dopo aver intavolato, senza esito, anche delle trattative con Peugeot, allo scopo di formare un team tutto francese.

### Piloti
Il francese Érik Comas viene riconfermato dal team per il secondo anno consecutivo, mentre il suo connazionale Philippe Alliot passa in McLaren nel ruolo di collaudatore. 
A sostituirlo viene chiamato il monegasco Olivier Beretta, proveniente dal campionato di Formula 3000 dove si è classificato sesto in classifica finale nella stagione 1993. Beretta è inoltre il primo pilota della massima serie proveniente dal Principato dopo 35 anni, prima di lui è toccato in precedenza a André Testut.

## Caratteristiche tecniche

### Telaio e aerodinamica
La nuova Larrousse LH94 altro non è che un'evoluzione del precedente modello LH93, alla quale viene però rivisto il disegno delle pance e l'ala posteriore.

### Meccanica
Rimane invariato anche lo schema delle sospensioni push-rod sia anteriori che posteriori mentre cambia il motore, che torna a essere un Ford-Cosworth HB in versione clienti: la specifica utilizzata dai transalpini è un 3.5 di cilindrata con potenza stimata tra i 680 e i 700 CV con regime massimo di 13.000 giri/minuto. Cambia anche il fornitore degli ammortizzatore, con la Penske che va a sostituire la Bilstein.

## Livrea
Diversamente da quanto visto nel corso del 1993, la Larrousse stravolge la livrea (che verrà modifica poi anche a stagione in corso) a causa anche di nuovi accordi di sponsorizzazione: vengono infatti raggiunti accordi con la Tourtel, la Kronenbourg ed altri marchi quali Rizla+, Zanussi, Eurosport, Elf e Gauloises. Il colore principale della livrea diviene il verde, dato proprio dallo sponsor Tourtel, che lascia però spazio a una livrea a scacchiera bianco-rossa della Kronenbourg in occasione del Gran Premio di Monaco.

## Carriera agonistica

### Campionato
La stagione 1994 della Larrousse inizia bene, infatti la nuova LH94 nelle mani del più esperto Comas si qualifica 13º al primo Gran Premio in Brasile e chiude al nono posto con tre giri di ritardo dal vincitore; Beretta, invece, chiude anzitempo la sua prima gara in Formula 1 per incidente dopo aver registrato il 23º tempo in prova.
I primi punti stagionali non tardano ad arrivare ed infatti Comas arriva sesto alla seconda gara, ad Aida, grazie anche ai numerosi ritiri mentre Beretta si ritira nuovamente per un problema elettrico.
Da qui in poi la Larrousse non riesce a ripetere il piazzamento a punti del Pacifico, sebbene sia il francese e sia in un'occasione il monegasco riescano a concludere la gara nelle prime 10 posizioni, dovendo sopperire però anche a frequenti problemi di affidabilità della monoposto nell'arco di tutto il campionato. Esemplare un pericoloso episodio di cui si è reso protagonista Comas a Imola: rimasto fermo ai box per riparare un danno subito alla partenza della gara, il transalpino esce dalla corsia box senza esser stato informato dal suo muretto o dai commissari della bandiera rossa dovuta all'incidente fatale di Ayrton Senna, arrivando alla curva Tamburello a velocità elevata e con il serio rischio di investire i soccorritori giunti lì per assistere il brasiliano. Fortunatamente, Comas si accorge in tempo dell'elisoccorso in pista e rallenta senza provocare ulteriori conseguenze, ritirandosi volontariamente dalla corsa dopo essere rimasto sconvolto dall'accaduto.
Nel resto del campionato, la LH94 non regge il confronto con le proprie rivali, nettamente più affidabili e veloci, ma nonostante ciò Comas riesce a prendere un ultimo punto per la squadra ad Hockenheim arrivando sesto con Beretta a seguire: per il monegasco è il miglior risultato della sua breve carriera in F1, in quanto la squadra deciderà più tardi di sostituirlo con il francese e collaudatore McLaren Philippe Alliot a partire dal Gran Premio del Belgio a causa delle ristrettezze economiche di cui la Larrousse inizia a soffrire.
Dopo l'appuntamento sul circuito belga, anche Alliot perde però il sedile, che viene preso per due Gran Premi da un altro francese, Yannick Dalmas, che ha già corso in passato per la Larrousse e che torna nella massima serie dopo 4 stagioni e mezzo di assenza. Però la situazione finanziaria della compagine francese peggiora ulteriormente e Dalmas (che nelle due gare di Monza ed Estoril non raccoglie risultati di rilievo) deve far spazio al giapponese pagante Hideki Noda all'indomani del Gran Premio d'Europa; si arriva addirittura ad allontanare anche Comas alla vigilia dell'ultima gara in favore dello svizzero (anch'egli pagante) Jean-Denis Deletraz pur di salvare il team ma né il nipponico né tantomeno l'elvetico raccolgono punti. 
Il campionato termina dunque con il team parigino all'11º posto con 2 punti, ma a questo punto il fallimento diventa inevitabile e a fine 1994 la Larrousse chiude i battenti lasciando per sempre la Formula 1 dopo 8 stagioni, un podio e 23 punti totalizzati nell'arco di 127 gare.

## Risultati
| Anno | Team                 | Motore              | Gomme | Piloti   |     |     |     |    |     |     |     |     |   |   |     |     |     |     |     |     | Punti | Pos. |
| ---- | -------------------- | ------------------- | ----- | -------- | --- | --- | --- | -- | --- | --- | --- | --- | - | - | --- | --- | --- | --- | --- | --- | ----- | ---- |
| 1994 | Tourtel Larrousse F1 | Ford HB, 3.5 V8 75° | G     | Beretta  | Rit | Rit | Rit | 8  | Rit | Rit | Rit | 14  | 7 | 9 |     |     |     |     |     |     | 2     | 11º  |
| 1994 | Tourtel Larrousse F1 | Ford HB, 3.5 V8 75° | G     | Alliot   |     |     |     |    |     |     |     |     |   |   | Rit |     |     |     |     |     | 2     | 11º  |
| 1994 | Tourtel Larrousse F1 | Ford HB, 3.5 V8 75° | G     | Dalmas   |     |     |     |    |     |     |     |     |   |   |     | Rit | 14  |     |     |     | 2     | 11º  |
| 1994 | Tourtel Larrousse F1 | Ford HB, 3.5 V8 75° | G     | Noda     |     |     |     |    |     |     |     |     |   |   |     |     |     | Rit | Rit | Rit | 2     | 11º  |
| 1994 | Tourtel Larrousse F1 | Ford HB, 3.5 V8 75° | G     | Comas    | 9   | 6   | Rit | 10 | Rit | Rit | 11  | Rit | 6 | 8 | Rit | 8   | Rit | Rit | 9   |     | 2     | 11º  |
| 1994 | Tourtel Larrousse F1 | Ford HB, 3.5 V8 75° | G     | Délétraz |     |     |     |    |     |     |     |     |   |   |     |     |     |     |     | Rit | 2     | 11º  |